# Kalcerrytus leucodon
Kalcerrytus leucodon là một loài nhện trong họ Salticidae.
Loài này thuộc chi Kalcerrytus. Kalcerrytus leucodon được Władysław Taczanowski miêu tả năm 1878.